# Город, который боялся заката (фильм, 2014)
«Город который боялся заката» (англ. — The Town That Dreaded Sundown) — американский слэшер 2014 года. Является продолжением одноимённого фильма 1976 года.

## Сюжет
65 лет назад серийный убийца в маске терроризировал жителей небольшого города Тексаркана на западе США. И теперь так
называемые «убийства в лунном свете» начинаются вновь.

## В ролях
- Эддисон Тимлин — Джейми Лернер
- Трэвис Тоуп — Ник Стрейн, бывший одноклассник Джейми
- Вероника Картрайт — Лилиан, бабушка Джейми
- Эдвард Херрманн — преподобный Джо Картрайт
- Гэри Коул — помощник шерифа Хэнк Тиллман
- Джошуа Леонард — помощник шерифа Клэйборн Фостер
- Спенсер Трит Кларк — Кори Холланд, парень Джейми
- Энтони Андерсон — рейнджер «Одинокий Волк» Моралес
- Денис О’Хэр — Чарльз Пирс-младший, сын кинорежиссёра
- Эд Лаутер — шериф Андервуд
- Уэс Чэтем — Дэниел «Дэнни» Торренс, жертва маньяка
- Лэнс Э. Николс — Холдридж, мэр Тексарканы
- Даниэль Харрис — жительница Тексарканы (камео)

## Производство
Первоначально проект планировался как ремейк одноименного фильма 1976 года, а Рейхон режиссировал его по сценарию, написанному Агирре-Сакасой и спродюсированному Джейсоном Блумом через компанию Blumhouse Productions вместе с одним из создателей сериала Американская история ужасов, Райаном Мерфи. Тем не менее, он был задуман как продолжение с несколькими элементами и ссылками на оригинал. Съемки в Тексаркане начались в понедельник, 17 июня 2013 года, и закончились 20 июня 2013 года.
Фильм был театрально выпущен 16 октября 2014 года компанией Orion Pictures. Фильм собрал 120 459 долларов в своем первоначальном выпуске и получил смешанные и положительные отзывы от критиков, которые похвалили его производственные ценности, визуальные эффекты и выступления, но раскритиковали его сценарий, неоригинальность и развитие персонажей. По состоянию на февраль 2019 года фильм собрал более 100 тысяч долларов благодаря продажам видео.

## Релиз
Город, который боялся заката, был впервые показан на 10-м фантастическом фестивале в Остине, штат Техас, 18-25 сентября 2014 года, на котором присутствовал режиссер Гомес-Рехон, а затем на Beyond Fest в Лос-Анджелесе, штат Калифорния, 4 октября 2014 года. Международный дебют фильма состоялся на Лондонском кинофестивале BFI 14 октября 2014 года. Как Deadline Hollywood, так и Bloody discuss указывали, что фильм будет выпущен Orion Pictures, давно бездействующей дочерней компанией Metro-Goldwyn-Mayer, в избранных кинотеатрах 16 октября 2014 года. затем фильм был выпущен в цифровом формате на видео по запросу через новый BH Tilt Blumhouse Productions, новый лейбл, который выпускает фильмы через мультиплатформенную платформу.

## Критика
Фильм был встречен со смешанными, в основном положительными отзывами. На Rotten Tomatoes рейтинг одобрения составил 66 % на основе 29 отзывов со средней оценкой 6 баллов из 10.